# Сестринство бани по-чёрному
«Сестринство бани по-чёрному» (эст. Savvusanna sõsarad) — эстонский полнометражный документальный фильм 2023 года, режиссёрский дебют Анны Хинтс. Мировая премьера состоялась 22 января 2023 года на международном кинофестивале «Сандэнс» в США, по итогам которого Хинтс была удостоена премии как лучший кинорежиссёр-документалист. В течение года фильм демонстрировался на ряде других международных фестивалей, получив приз Международного кинофестиваля в Сан-Франциско как лучшая документальная картина. Лента получила в 2023 году премию Европейской киноакадемии как лучший документальный фильм и номинирована от Эстонии на соискание премии «Оскар» в номинации «лучший фильм на иностранном языке».

## Сюжет
На протяжении всего фильма эстонские женщины парятся в сауне по-чёрному, что является старинной и важной традицией эстонского региона Вырумаа, внесённой в Список нематериального культурного наследия человечества. В полумраке бани они ведут откровенный разговор о разных гранях женского опыта — от отношений с родителями и открытия своей сексуальности до тяжёлых болезней старости. По словам режиссёра Анны Хинтс, её задачей при работе над фильмом было «создание безопасного и инклюзивного пространства, где женщины могли бы делиться своими историями». Как отмечает кинокритик Антон Долин, авторы фильма умещают в полуторачасовую картину «женскую вселенную, которая расширяется за пределы гендерных категорий и обретает универсальные черты — может, из-за того, что закадровые голоса соединяются не с лицами говорящих, а с их анонимными телами».

## Критика
«Этот прекрасный фильм в равной степени маленький и всеобъемлющий, локальный и наднациональный, — полагает Антон Долин. — Однако ценность подобного кино определяется не фестивалями и премиями, а способностью найти общий язык с любым зрителем, вне зависимости от его или её возраста, пола и прописки». Обозреватель газеты The Guardian характеризует ленту как «напряжённое зрелище, порой заразительно смешное, порой мучительно грустное».

## Съёмочная группа
- Режиссёр и сценарист Анна Хинтс
- Продюсер Марианна Острат
- Оператор Антс Таммик
- Композитор Эдвард Эгилссон